# Walter Hofer (Sportfunktionär)

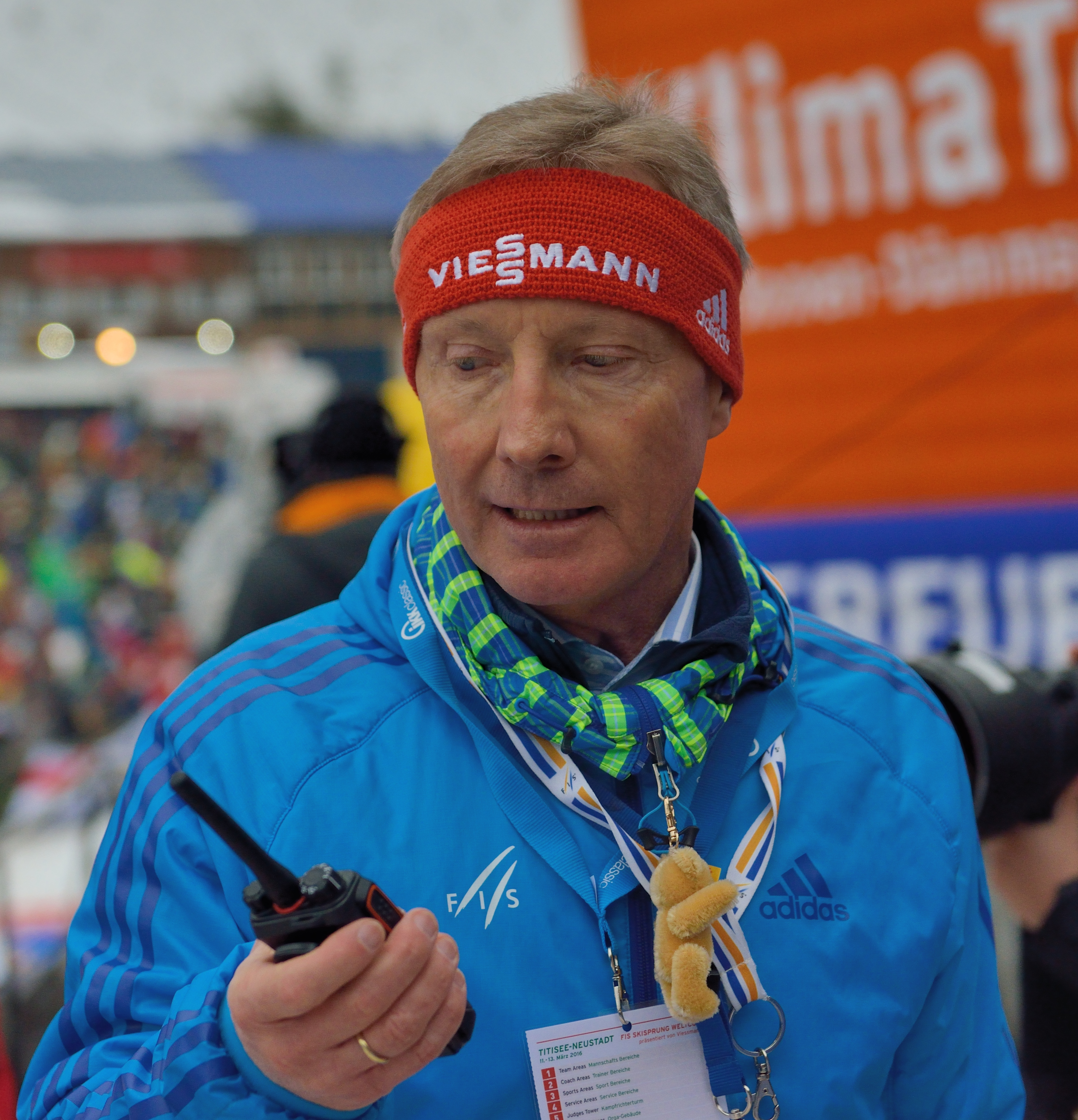
Walter Hofer (2016)

Johann Walter Hofer (* 25. Februar 1955 in Seeboden), eigentlich Johann Hofer, ist ein österreichischer Sportfunktionär. Von 1992 bis 2020 war er Renndirektor der FIS im Bereich Skispringen.

## Biografie
Walter Hofer wuchs in der Kärntner Gemeinde Seeboden auf, wo er als Fußballspieler aktiv war. Beim SV Spittal/Drau war er als Masseur und Assistenztrainer tätig, während er hauptberuflich in der Verwaltung der Österreichischen Bundesbahnen arbeitete. Hofer nahm schließlich ein Studium der Sportwissenschaften an der Universität Salzburg auf  und wurde 1982 zum Konditionstrainer des Österreichischen Skiverbandes berufen.
1988 wechselte Walter Hofer als Trainer zum Deutschen Skiverband. Als Assistent von Bundestrainer Rudi Tusch betreute er die deutsche Skisprungnationalmannschaft.
1992 wurde Hofer von dem Internationalen Skiverband FIS als Renndirektor mit der Organisation der Skisprungwettbewerbe beauftragt. Hofer war seitdem bei allen wichtigen Skisprungwettbewerben zugegen und führte die Sportart in den 1990er Jahren zu ihrer bislang größten Popularität. Im Jahr 2008 wurde Hofer zusätzlich zum Renndirektor der Nordischen Kombination ernannt, sein offizieller Titel lautete Head of Ski Jumping & Nordic Combined. 2012 folgte ihm Lasse Ottesen als Renndirektor der Nordischen Kombination.
Am 15. November 2018 wurde bekannt, dass Hofer seine Laufbahn als Funktionär nach der Skiflug-Weltmeisterschaft 2020 in Planica beenden wird. Sein Nachfolger ist der Italiener Sandro Pertile.

## Sonstiges
Im Rahmen des Skisprung-Weltcups in Klingenthal Mitte Dezember 2019 wurde Hofer zum Ehrenmitglied des VSC Klingenthal ernannt.